# Laura Schneider (Handballspielerin)
Laura Schneider (* 13. Dezember 1994 in Straßburg, Frankreich, geborene Laura Flippes) ist eine französische Handballspielerin, die dem Kader der französischen Nationalmannschaft angehört.

## Karriere

### Im Verein
Schneider begann das Handballspielen beim französischen Verein HBC Lingolsheim. Ab dem Jahr 2005 lief die Linkshänderin für Achenheim Truchtersheim HB auf. Mit der Damenmannschaft von Achenheim Truchtersheim gewann sie 2013 die Drittligameisterschaft. Anschließend wechselte die Außenspielerin zum französischen Erstligisten Metz Handball. Mit Metz gewann sie 2014, 2016, 2017, 2018 und 2019 die französische Meisterschaft, 2015, 2017 und 2019 den französischen Pokal sowie 2014 den französischen Ligapokal. Ab der Saison 2020/21 stand sie beim Ligakonkurrenten Paris 92 unter Vertrag. Im Sommer 2023 wechselte sie zum rumänischen Erstligisten CSM Bukarest. Mit Bukarest gewann sie 2024 sowohl die rumänische Meisterschaft als auch den rumänischen Pokal.
Schneider kehrte im Sommer 2024 zum französischen Erstligisten Metz Handball zurück. Seit dem Mai 2025 pausiert sie aufgrund ihrer Schwangerschaft. Mit Metz gewann sie 2025 sowohl die französische Meisterschaft als auch den französischen Pokal.

### In der Nationalmannschaft
Schneider lief anfangs für die französische Jugend- sowie für die Juniorinnennationalmannschaft auf. Mit diesen Auswahlmannschaften nahm sie an der U-18-Weltmeisterschaft 2012, an der U-19-Europameisterschaft 2013 und an der U-20-Weltmeisterschaft 2014 teil.
Schneider bestritt im Juni 2016 im Rahmen der Vorbereitung auf die Olympischen Spiele ihr Debüt für die französische Nationalmannschaft. Nachdem Schneider letztendlich nicht an den Olympischen Spielen teilgenommen hatte, gewann sie bei der Europameisterschaft 2016 die Bronzemedaille. Im darauffolgenden Jahr gewann sie bei der Weltmeisterschaft ihren ersten Titel. Bei der Europameisterschaft 2018 errang sie erneut die Goldmedaille. Nachdem Schneider bei der Weltmeisterschaft 2019 keine Medaille gewonnen hatte, folgte bei der Europameisterschaft 2020 eine Silbermedaille. Mit der französischen Auswahl gewann sie die Goldmedaille bei den Olympischen Spielen in Tokio. Flippes erzielte im Turnierverlauf insgesamt 27 Treffer und wurde zusätzlich in das All-Star-Team gewählt. Im selben Jahr gewann sie bei der Weltmeisterschaft die Silbermedaille. Mit Frankreich gewann sie die Weltmeisterschaft 2023. Bei den Olympischen Spielen in Paris gewann sie die Silbermedaille.